# Wojciech Szarata
Wojciech Szarata (ur. 29 listopada 1953, zm. 15 lutego 1983 w Wielowsi) – polski koszykarz, występujący na pozycji skrzydłowego, dwukrotny medalista mistrzostw Polski.
Zmarł tragicznie w wypadku autokaru, którym na mecz ligowy do Poznania udawała się drużyna koszykarzy Stali Bobrek Bytom. Przez lata organizowano turniej im. Wojciecha Szaraty ku pamięci zmarłego tragicznie zawodnika.

## Osiągnięcia
Drużynowe
- Brązowy medalista Polski (1979, 1980)
- Finalista pucharu Polski (1978)